# 14947 Luigibussolino
14947 Luigibussolino (1996 AB4) là một tiểu hành tinh vành đai chính được phát hiện ngày 15 tháng 1 năm 1996 bởi M. Tombelli và U. Munari ở Cima Ekar.